# マリーエンミュンスター
マリーエンミュンスター (ドイツ語: Marienmünster、ドイツ語発音: [mariːənˈmʏnstɐ] ( 音声ファイル)) はドイツ連邦共和国ノルトライン＝ヴェストファーレン州東部デトモルト行政管区のヘクスター郡に属す市である。1970年の市町村再編によって成立した。市名は、12世紀に創建されたベネディクト会のマリーエンミュンスター修道院に由来する。

## 地理

### 位置
マリーエンミュンスターは、ノルトライン＝ヴェストファーレン州北東部のトイトブルクの森/エッゲ山地自然公園内に位置している。本市はヴェーザーベルクラントで最も東に位置するヘクスター郡に属す。
市域内で最も重要な川は、ニーゼ川とブルフト川である。
市域内の高低は大きく波打っており、短い範囲で山頂と谷間が交代する。最高地点はブレーマーベルクの南東部で海抜約 340 m、最低地点はニーゼ川が市域を離れる地点で海抜約 162 m である。
フェールデン地区は、1999年に「州で定評のあるルフトクールオルト（空気の清浄な保養地）」というタイトルを与えられた。

### 地質学

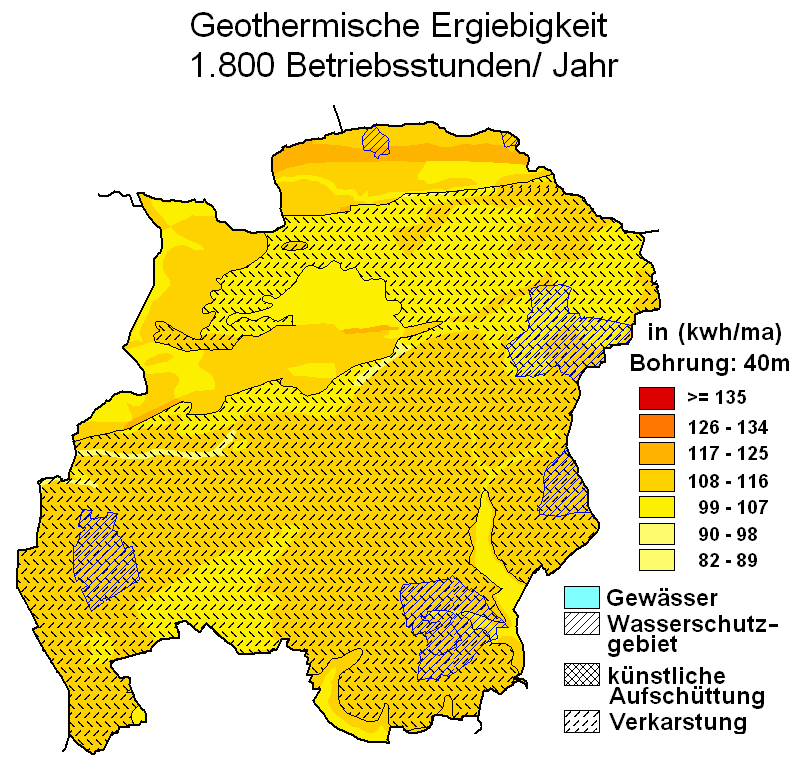
マリーエンミュンスターの地熱分布図

本市の市域の地盤は主に中生代の泥岩、泥灰岩、砂岩からなり、南の市境付近は石灰岩で形成されている。これらの堆積岩の層は約 1 km から 1.5 km の厚さがあり、三畳紀からジュラ紀に堆積した。地質学的な時代の経過に従って、傾斜して傾動地塊山地となり、割れたり、突き出したりした。
より深い岩盤は古生代（デヴォン紀、石炭紀、ペルム紀）の岩石でできている。シュタインハイマー沃野に属す波打つような平地の市域西部では、この岩盤は氷期の礫、砂、黄土で覆われている。
三畳紀の石灰岩、砂岩、泥灰岩は、最も重要な地下水の水路となっている。しかし地下水は、部分的に石膏や岩塩が溶解することで地下深くで塩分濃度が高まり、飲料水として使うことはできない。
マリーエンミュンスターの市域の土壌は大変に多様で、小さな地域に細分される。
バート・ドリーブルクの市域は、地熱ゾンデによる地熱源やヒートポンプによる地熱採取については、「良好」から「極めて良好」な状態にある（右図参照）。

### 市域の広がりと土地利用
「クライネ・ラントゲマインデ」（小さな田舎町）に分類される本市の面積は 64.35 km2 である。南北の最大軸長は約 9.8 km、東西のそれは約 9.2 km である。マリーエンミュンスター市の中心地区は、フェールデン地区である。ここには市の行政当局や、重要な公共機関がすべてある。
| 用途別面積 | 農業用地 | 森林   | 宅地、空き地 産業用地 | 交通用地 | 水域  | スポーツ用地 緑地 | その他 |
| ---------- | -------- | ------ | --------------------- | -------- | ----- | ----------------- | ------ |
| 面積 (km2) | 45.46    | 11.72  | 2.87                  | 3.23     | 0.47  | 0.33              | 0.28   |
| 占有率     | 70.6 %   | 18.2 % | 4.5 %                 | 5.0 %    | 0.7 % | 0.5 %             | 0.5 %  |

### 隣接する市
マリーエンミュンスターは、北から時計回りに、シーダー＝シュヴァーレンベルク、リュクデ（ともにリッペ郡）、ヘクスター、ブラーケル、ニーハイム（以上ヘクスター郡）

### 市の構成
基本条例の § 3 Abs. 1 によれば、マリーエンミュンスター市は 13 の地区からなる。これらは1970年までアムト・フェールデンの町村であった。
| 地区                 | 地区          | 人口（人） 2015年1月現在 | 面積 (km2) | マリーエンミュンスター市の地区図 |
| -------------------- | ------------- | ------------------------ | ---------- | -------------------------------- |
| アルテンベルゲン     | Altenbergen   | 473                      | 8.15       | マリーエンミュンスター市の地区図 |
| ボルン               | Born          | 99                       | 2.80       | マリーエンミュンスター市の地区図 |
| ブレーデンボルン     | Bredenborn    | 1,456                    | 13.44      | マリーエンミュンスター市の地区図 |
| ブレーマーベルク     | Bremerberg    | 100                      | 3.36       | マリーエンミュンスター市の地区図 |
| アイルヴァーゼン     | Eilversen     | 80                       | 1.54       | マリーエンミュンスター市の地区図 |
| グローセンブレーデン | Großenbreden  | 95                       | 1.65       | マリーエンミュンスター市の地区図 |
| ホーエンハウス       | Hohehaus      | 166                      | 2.17       | マリーエンミュンスター市の地区図 |
| クライネンブレーデン | Kleinenbreden | 116                      | 0.93       | マリーエンミュンスター市の地区図 |
| コラーベック         | Kollerbeck    | 734                      | 7.57       | マリーエンミュンスター市の地区図 |
| レーヴェンドルフ     | Löwendorf     | 241                      | 5.41       | マリーエンミュンスター市の地区図 |
| ミュンスターブロック | Münsterbrock  | 98                       | 6.07       | マリーエンミュンスター市の地区図 |
| パーペンヘーフェン   | Papenhöfen    | 216                      | 2.49       | マリーエンミュンスター市の地区図 |
| フェールデン         | Vörden        | 1,273                    | 8.78       | マリーエンミュンスター市の地区図 |
| 計                   | 計            | 5,147                    | 64.36      | マリーエンミュンスター市の地区図 |

上記の人口は、マリーエンミュンスター市の住民登録課の研究結果で、2015年1月現在の数値である。地区の面積はヘクスター郡登記所による。
市の行政機関はフェールデン地区にある。

### 気候
マリーエンミュンスターの気象データはなく、約 10 km 南西に位置するバート・ドリーブルクの気温と、約 8 km 西のニーハイムの降水量が参考にできる。ただし、ニーハイムの高度は本市と同程度であるが、バート・ドリーブルクは 50 m ほど低い位置にあることを考慮する必要がある。
マリーエンミュンスターは中央ヨーロッパの温帯気候で、大西洋の亜海洋性気候に属す。冬は大西洋の影響で穏やかであり、夏はかなり暑い。年間平均気温は約 8.5 - 9 ℃である。
亜海洋性気候に属すことで、年間を通して平均的に降水がある湿潤な気候である。本市の西に位置するニーハイム測候所での年間降水量の長期平均値は 890 mm であり、ドイツの全国平均値 (700 mm) よりもかなり多い。
| バート・ドリーブルク (海抜 192 m、平均気温と日照時間)およびニーハイム (海抜 230 m、降水量) の1971年から2000年までの長期平均気候データの気候 | バート・ドリーブルク (海抜 192 m、平均気温と日照時間)およびニーハイム (海抜 230 m、降水量) の1971年から2000年までの長期平均気候データの気候 | バート・ドリーブルク (海抜 192 m、平均気温と日照時間)およびニーハイム (海抜 230 m、降水量) の1971年から2000年までの長期平均気候データの気候 | バート・ドリーブルク (海抜 192 m、平均気温と日照時間)およびニーハイム (海抜 230 m、降水量) の1971年から2000年までの長期平均気候データの気候 | バート・ドリーブルク (海抜 192 m、平均気温と日照時間)およびニーハイム (海抜 230 m、降水量) の1971年から2000年までの長期平均気候データの気候 | バート・ドリーブルク (海抜 192 m、平均気温と日照時間)およびニーハイム (海抜 230 m、降水量) の1971年から2000年までの長期平均気候データの気候 | バート・ドリーブルク (海抜 192 m、平均気温と日照時間)およびニーハイム (海抜 230 m、降水量) の1971年から2000年までの長期平均気候データの気候 | バート・ドリーブルク (海抜 192 m、平均気温と日照時間)およびニーハイム (海抜 230 m、降水量) の1971年から2000年までの長期平均気候データの気候 | バート・ドリーブルク (海抜 192 m、平均気温と日照時間)およびニーハイム (海抜 230 m、降水量) の1971年から2000年までの長期平均気候データの気候 | バート・ドリーブルク (海抜 192 m、平均気温と日照時間)およびニーハイム (海抜 230 m、降水量) の1971年から2000年までの長期平均気候データの気候 | バート・ドリーブルク (海抜 192 m、平均気温と日照時間)およびニーハイム (海抜 230 m、降水量) の1971年から2000年までの長期平均気候データの気候 | バート・ドリーブルク (海抜 192 m、平均気温と日照時間)およびニーハイム (海抜 230 m、降水量) の1971年から2000年までの長期平均気候データの気候 | バート・ドリーブルク (海抜 192 m、平均気温と日照時間)およびニーハイム (海抜 230 m、降水量) の1971年から2000年までの長期平均気候データの気候 | バート・ドリーブルク (海抜 192 m、平均気温と日照時間)およびニーハイム (海抜 230 m、降水量) の1971年から2000年までの長期平均気候データの気候 |
| 月 | 1月 | 2月 | 3月 | 4月 | 5月 | 6月 | 7月 | 8月 | 9月 | 10月 | 11月 | 12月 | 年 |
| --- | --- | --- | --- | --- | --- | --- | --- | --- | --- | --- | --- | --- | --- |
| 日平均気温 °C （°F） | 0.3 (32.5) | 0.8 (33.4) | 3.8 (38.8) | 7.6 (45.7) | 12.2 (54) | 14.9 (58.8) | 16.9 (62.4) | 16.5 (61.7) | 12.9 (55.2) | 8.4 (47.1) | 4.3 (39.7) | 2.0 (35.6) | 8.4 (47.1) |
| 降水量 mm （inch） | 92.0 (3.622) | 60.0 (2.362) | 75.0 (2.953) | 54.0 (2.126) | 68.0 (2.677) | 78.0 (3.071) | 75.0 (2.953) | 72.0 (2.835) | 70.0 (2.756) | 67.0 (2.638) | 80.0 (3.15) | 100.0 (3.937) | 890.0 (35.039) |
| 平均月間日照時間 | 35.0 | 67.0 | 100.0 | 149.0 | 191.0 | 190.0 | 197.0 | 195.0 | 130.0 | 88.0 | 41.0 | 29.0 | 1410,0 |
| 出典：ドイツ気象庁 | | | | | | | | | | | | | |

## 歴史
マリーエンミュンスターは、創設以来パーダーボルン司教の世俗領に属している。これは元々ザクセン公領であった。パーダーボルン司教領は 14世紀から神聖ローマ帝国内の領邦を形成し、16世紀からはニーダーライン＝ヴェストファーレン帝国クライスに属した。1802年から1803年にこの司教領はプロイセン王国に占領された。ナポレオン時代にこの街はヴェストファーレン王国の一部となった。1815年以降マリーエンミュンスターは再びプロイセン王国に属し、1871年からはドイツ帝国の一部となった。1945年から1949年までイギリス占領地区に属し、1946年からノルトライン＝ヴェストファーレン州によって統治され、1949年からはドイツ連邦共和国も成立した。

### 各市区の歴史
マリーエンミュンスター市は、1970年の地域再編により成立した市であり、現在の市域全体を把握するような中心的な歴史記述は存在しない。歴史的発展は、いくつかの地区にまとめられる。

#### アルテンベルゲン

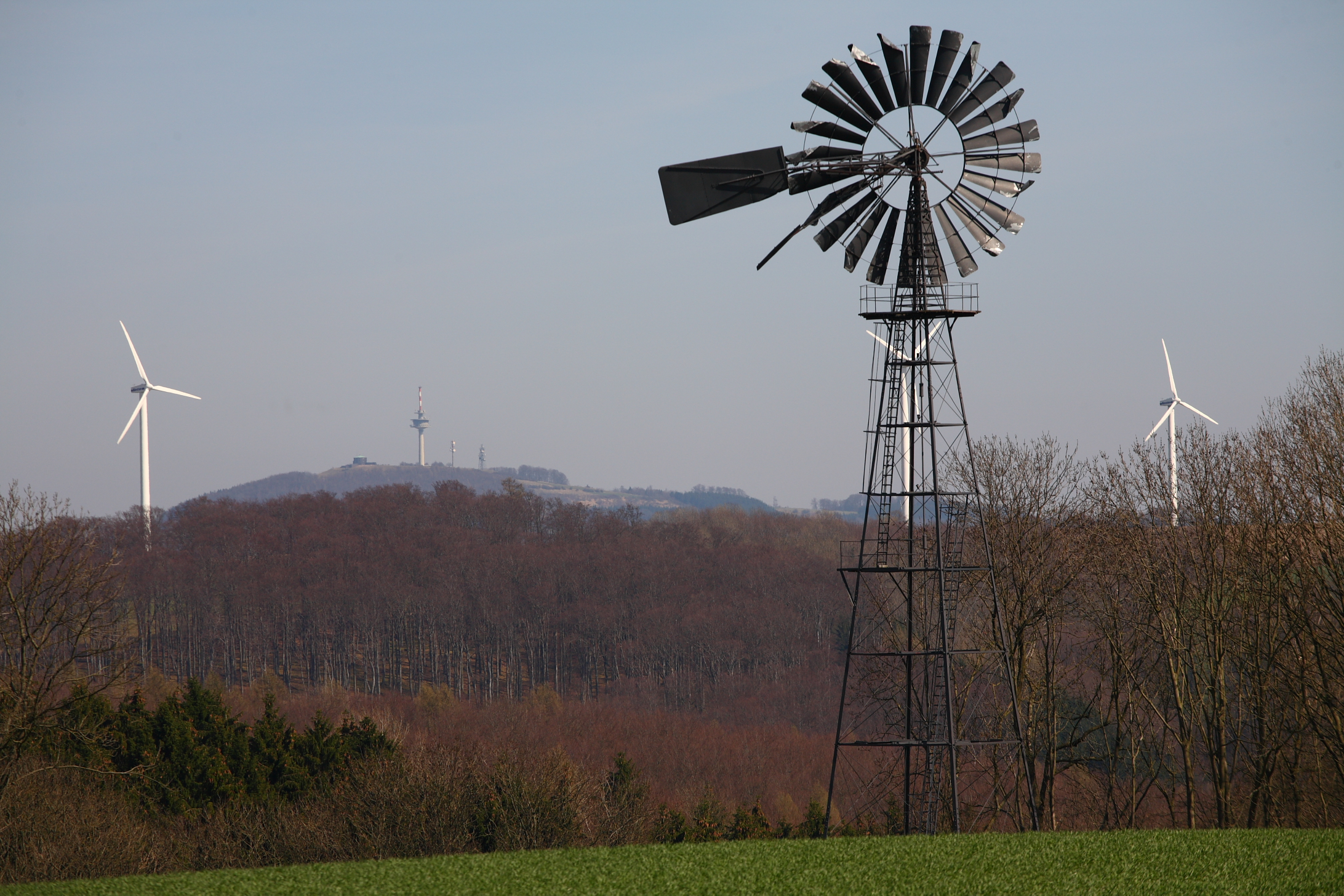
アルテンベルゲンの風車

アルテンベルゲンは、カール大帝（748年 – 814年）時代に創設されたと考えられる。聖マルティンは、フランク王国の国家守護聖人であり、アルテンベルゲンの教会はこの聖人に献げられている。アルテンベルゲンは助祭長管区目録に初めて記録されており、シュタインハイムに属す教区所在地であることが示されている。1324年にアルテンベルゲン教区はパーダーボルン司教ベルンハルト5世によってベネディクト会マリーエンミュンスター修道院に委譲された。アルテンベルゲンは14世紀から15世紀にかけて、盗賊団に繰り返し襲われ、行軍する兵士に略奪され、住民から見捨てられた。15世紀の終わりには、アルテンベルゲンには古い教会が建っているだけだった。その後数十年経った後、新たな住民がこの集落に定住し、村落へと発展していった。この頃、アルテンベルゲンの住民はハクストハウゼン領主家の影響を受けてルター派の信仰を受け容れたが、1617年にはルター派の牧師を追放し、カトリックに復帰した。
アルテンベルゲンは三十年戦争（1618年 – 1648年）で外国の軍隊に占領され、略奪を受け、破壊された。司祭のリベリウス・マウスは、破壊された司祭館を1662年に新築したのだが、意に反して、この建物に学校を設置しなければならなくなった。この地域の多くの集落と同様に、アルテンベルゲンも大火に苦しめられた。1617年に 33棟の家屋が焼失し、1781年の受難の主日には司祭館とこの他に7棟の家屋を犠牲にする火災が起こった。13世紀に建てられた古い教会は全ての火災を切り抜けて存続していた。この教会は1899年に取り壊されて新しい教会が建設されたが、この建物も1961年に老朽化のため解体された。新しい教会堂は、この同じ年に補佐司教ノルトフスによって聖別された。1908年から1911年にかけてアルテンベルゲン東部に歴史的な風車が建設された。この風車は1959年まで住民に新鮮な水を供給する目的で使われていた。風車はこの集落の象徴的建造物であり、重要な技術記念建造物となっている。

#### ボルン
ボルン (Born) は、かつては Elbrachtessen、Elbrechsen、Elbrexen、Elbexter と呼ばれ、シュヴァーレンベルク伯領に属したが、13世紀にマリーエンミュンスター修道院に売却または寄贈された。その後この土地は、修道院とエーンハウゼン家やオルデンブルク家との紛争の的となった。オルデンブルクの農地と Elbrachtessen の農地との間に境界となる農道が設けられた。この地の農民は賦役の半分をオルデンブルク家、残り半分を修道院の農場で行うという内容の和解が1554年に確定した。1565年の古いレーエン文書には Borun mit dem Felde zu Elbrechtsen という表記がなされており、ここから最終的にボルンという名称になった。
17世紀から18世紀には、農民とマリーエンミュンスター修道院との間で激しい紛争が起こった。およそ100年続いた紛争はボルンの土地の放牧権に関するもので、最終的には1774年7月2日にパーダーボルン宮廷・司教区裁判所によって裁定が下された。ボルンの農民は放牧の権利を有し、その地所内で家畜に草を喰ませることができ、修道院が保有するグレーヴェンタイヒ（池）を水飲み場として利用することを許可するというものであった。修道院の世俗化後、修道院農場はボルンの村の所有となった。1817年にリッペ侯国との境界沿いに設けられた税関は「悪路のため」再び閉鎖された。

#### ブレーデンボルン
最も初期の入植はおそらく7世紀または8世紀にすでになされた。ブレーデンボルンは、シュヴァーレンベルク伯ヴィドゥキントによるマリーエンミュンスター修道院の創設と関連して、1128年に Bredinburne として初めて文献記録がなされている。この頃パーダーボルン司教ベルンハルトは、ブレーデンボルンの所領を修道院に譲渡した。修道院が経営する農場は Bornteich の近くに位置していた。1138年から修道院はブレーデンボルンからの十分の一税を保持しており、隷属している農民は周辺の原野を耕作しなければならなかった。

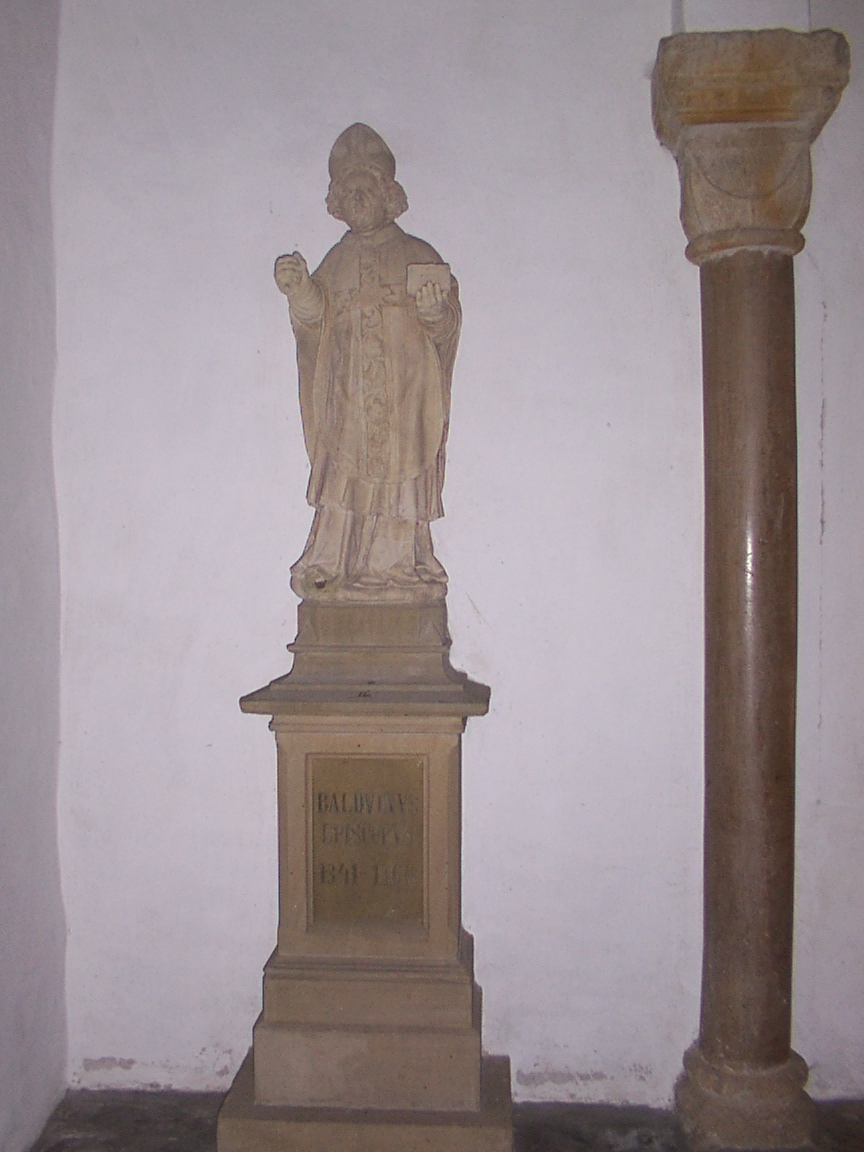
パーダーボルン聖堂のバルドゥイン司教の立像

14世紀のフェーデの時代に修道院長ヘルアン・フォン・メンゲルゼンはブレーデンボルン城を建設し、村は盗賊や掠奪を働く兵隊から護られた。1323年にはすでにこの集落は水堀と壁で囲まれ、修道院の下男は防衛の責務を与えられた。ブレーデンボルンは、1330年に都市権を得た。1341年、パーダーボルン司教バルドゥイン・フォン・シュタインフルトは、200年前に修道院に移譲したブレーデンボルンの領主権を引き取った。1652年に教会が建設され、守護聖人の聖ヨーゼフと聖アーガタに献げられ、ブレーデンボルンは独立した司祭区になった。宗教改革の時代、修道院の修道士は信仰の堅持を喚起し、ブレーデンボルンの住民たちはそこでの礼拝に訪れた。これにより、ブレーデンボルンの住民はルター派に改宗しないことが保証された。
近隣の自治体と同様、ブレーデンボルンも三十年戦争で軍隊の行軍や掠奪に苦しめられた。さらに1672年から1676年までペストが流行し、1684年には旱魃で飢餓が起こった。この時代よくあった大火災の危機は、ブレーデンボルンでは他の村ほど頻繁には起こらなかった。これは、最も迅速に火災活動に携わった市民には賞金が支払われることを定めた1746年のブレーデンボルンの火災条例の効果であったかもしれない。
世俗化後、パーダーボルン司教座聖堂参事会は、ブレーデンボルンの所領を失い、1812年にプロイセン政府が統治権を得た。1814年/1815年にこの街は、800人に満たない住民とともにプロイセン王国に併合された。ブレーデンボルンでは、リボーリ兄弟会が1747年に最初のリボーリ祭を開催した。リボーリ礼拝堂は、1812年に建設された。

#### ブレーマーベルク
ブレーマーベルクは、9世紀から10世紀頃のコルヴァイ修道院の寄進記録にその名がある、この修道院の最も古い所領の一つである。集落の名前はかつて、Breme、Bremen、Lüttekenbremen と表記された。1128年にシュヴァーレンベルク伯ヴィデキント1世によって、Bremen の修道院農場もマリーエンミュンスター修道院の所属となった。さらに修道院は1287年には、シュヴァーレンベルク伯アドルフとアルベルトからこの村の十分の一税徴税権を買い取った。
14世紀のフェーデの時代、繰り返される攻撃や略奪のために、修道院の依頼に基づき Lüttekenbremen 村はフォルマー・フォン・ヴェールデーレおよびハインリヒ・フォン・ヴェールデーレの兄弟によって防衛されることとなった。
ブレーマーベルクの農民たちは、1554年から賦役の半分をオルデンブルク、残り半分を修道院で勤めなければならなかった。世俗化後、修道院農場は永代借地となったが、これに付属する森は邦有林となった。

#### アイルヴァーゼン
アイルヴァーゼンは、中世後期にはアイルヴァーデッセンと呼ばれており、修道院長エルケンベルトのコルヴァイ・レーエン台帳に、この地にあるいくつかの農場に関連して初めてその名が記録されている。その後数年で、アイルヴァーゼンはマリーエンミュンスター修道院の所領となった。13世紀にこの村に住んだ貴族が村の名前の由来となっている。騎士のルードルフ・フォン・アイルヴァーデッセン、リクサ夫人、息子のヨハネスは、シュヴァーレンベルク伯およびパーダーボルン司教に仕えた。14世紀に領有関係は再び変化し、この村はリッペ家とパーダーボルン司教が分割統治するザムトアムト・オルデンブルクに属した。アイルヴァーゼンでも宗教改革は定着しなかった。この村は、1589年からアルテンベルゲン教区に属し、したがってマリーエンミュンスター修道院領となった。

#### グローセンブレーデン
グローセンブレーデンは、クライネンブレーデンやパーペンヘーフェンと同様に、1600年頃にヴェンデンの村をもとに建設された。この集落はコルヴァイ修道院の統治下に置かれ、980年頃に Wynithun として初めて文献上に記録されている。マリーエンミュンスターの修道士がこの地の十分の一税を得ていた。この地域は16世紀にグローセンブレーデン、クライネンブレーデン、パーペンヘーフェンに分割された。これらは現在いずれもマリーエンミュンスター市の市区となっている。保護文化財に指定されている礼拝堂は1747年に建設され、聖ヤーコブスに献げられた。

#### ホーエハウス
ホーエハウスは中世には ドゥンゲン (Dungen) と呼ばれており、825年頃にはすでにコルヴァイ所領寄進台帳に記録されている。コルヴァイ修道院は当時多くの寄進を受けており、主農場と 22 フーフェンの土地が Dungen に属していた。マリーエンミュンスター修道院も 14世紀の始めにこの地に所領を獲得した。修道院長ヘルマン・フォン・メンゲルゼンは、1340年頃にエーヴァーシュタイン伯とその息子に防衛を依頼している。1360年頃にコルヴァイ修道院の所領はピルモント伯に委譲された。この所領は1407年にリュクデのカンネ家にレーエンとして十分の一税および裁判権が移譲された。16世紀にピルモント伯とコルヴァイ修道院との間で境界争いが激化していった。この争いは結局1535年に和解により終決した。ドゥンゲンはカンネ家のものとなったが、コルヴァイ側はホーフ・ツー・ドレンクフーゼンを得た。1595年の時点ではまだ村の名前は「ドゥンゲン」が使われていたが、1602年の史料には「ドゥンゲン村、現在ではハーゲハウス (Hagehauß) と呼ばれる」と記されている。1660年以降はホーエハウス (Hohehaus) という新しい名前が使われている。
ホーエハウスはレーヴェンドルフとともに様々な戦争でひどく苦しめられた: エーヴェーシュタイナー・フェーデ（1403年 - 1407年）、三十年戦争（1618年 - 1648年）、七年戦争（1756年 - 1763年）でこの村はほぼ完全に破壊された。

#### クライネンブレーデン
クライネンブレーデンは、グローセンブレーデンやパーペンヘーフェンと同様に、1430年頃にはヴェンデン (Wenden) と呼ばれていた村からコルヴァイ修道院の統治下に建設されたが、この村は980年には Wynithun と記録されている。マリーエンミュンスターの修道士はこの地の十分の一税を獲得した。この地域は、16世紀にグローセンブレーデン、クラインブレーデン、パーペンヘーフェンに分割された。これらは、現在はいずれもマリーエンミュンスターの市区となっている。

#### コラーベック
コラーベックは、近隣のオルデンブルクと歴史的に緊密に結びついている。コラーベックは、1184年にケルン大司教フィリップ1世 (ケルン大司教)がこの教会のために獲得した土地台帳に初めて記録されている。大司教は、ハインリヒ獅子公に対する戦争（1180年 - 1181年）の後、シュヴァーレンベルク伯領の領主となった。彼は1184年にヴィドゥキントからピルモント近郊の Oesdorf の土地や、当時すでに公式に村となっていたコラーベックの土地を獲得した。1231年、コラーベックはパーダーボルン司教の助祭長管区台帳に司祭所在地として記録されている。この教区は当時シュタインハイム助祭管区属していた。「ヨハン、Kollerbieke の司祭」が証人として署名した1240年の文書がある。コラーベックの司祭は、おそらく15世紀末まで存在していた。
1231年の文書には、「貴族領主フリードリヒ・フォン・コラーベック」の名前が Nominus Frethericus der Colribike として記されている。フリードリヒはシュヴァーレンベルク伯家の出身で、彼の祖父であるシュヴァーレンベルク伯ヴィドゥキント1世はマリーエンミュンスター修道院の創始者であった。フリードリヒは住まいをコラーベックに移し、その後村の名前を自らの名前に採り入れた。古い城塞が、フリードリヒによって建設されたのかどうかは証拠がない。ここで問題になっているのは、村の北に位置し、現在もその場所が識別できる水城である。1358年の文書によれば、コラーベックはオルデンブルクとともに、半分はリッペ家に、残り半分はパーダーボルン司教に売却あるいは質入れされた。1803年に教会の所領は世俗化によって邦有化された。コラーベックの住民は1861年に教会を建設し、洗礼者ヨハネに献げられた。1899年にコラーベックは改めて独立した教区に昇格した。

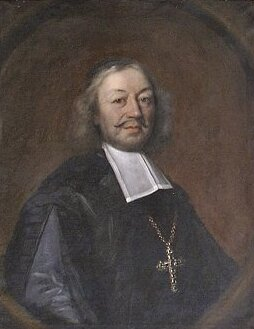
カンネ兄弟からレーヴェンドルフのレーエンを購入したパーダーボルン司教ヘルマン・ヴェルナー・フォン・ヴォルフ＝メッテルニヒ・ツーア・グラハト

#### レーヴェンドルフ
レーヴェンドルフはオストヴェストファーレン＝リッペのアンガー型村落の基本構造を遺す数少ない集落の一つである。この集落は、Leveringtorp として 9世紀に初めて文献に記録されており、コルヴァイ修道院の最も古い所領の一つである。レーヴェンドルフの歴史的な集落構造は現在も良く保存されている。村の池付近は古い農場に分割されており、12世紀の礼拝堂がある。集落は東に拡大し、線上集落を形成した。現在もしばしば見られる家屋形式が、オランダ風のホールハウスである。
レーヴェンドルフ、ホーエハウス、ザウマー、その他の後に廃村になった集落は共同の教会を有していた。この教会は初め、ランゲンハーゲン村（後に廃村）にあったが、すぐにレーヴェンドルフに新しい教会が建てられた。レーヴェンドルフは、1231年にシュタインハイム助祭長管区の Leverinetrop 教区として記録されている。16世紀に教区の運営機能は公式にマリーエンミュンスターに移転した。16世紀から17世紀にかけてレーヴェンドルフの教会は、疾病や傷害治癒に霊験あらたかな巡礼地として遠隔地にまで知られていた。
1695年にカンネ・ツー・ブルーフハウゼン兄弟は、コルヴァイ修道院の了承を得てレーエンをパーダーボルン司教領主ヴォルフ＝メッテルニヒに売却した。牧草地の近くに、バロックの建築家アンブロージウス・フォン・エルデによって城館が建設された。レーヴェンドルフ農園は1813年に 12,400ターラーでレーヴェンドルフ家から 8人の農民に売却された。レーヴェンドルフの住民たちは農場主の建物を解体し、その石材を教会の拡張工事に利用した。教会は1826年に現在の大きさにまで拡大された。

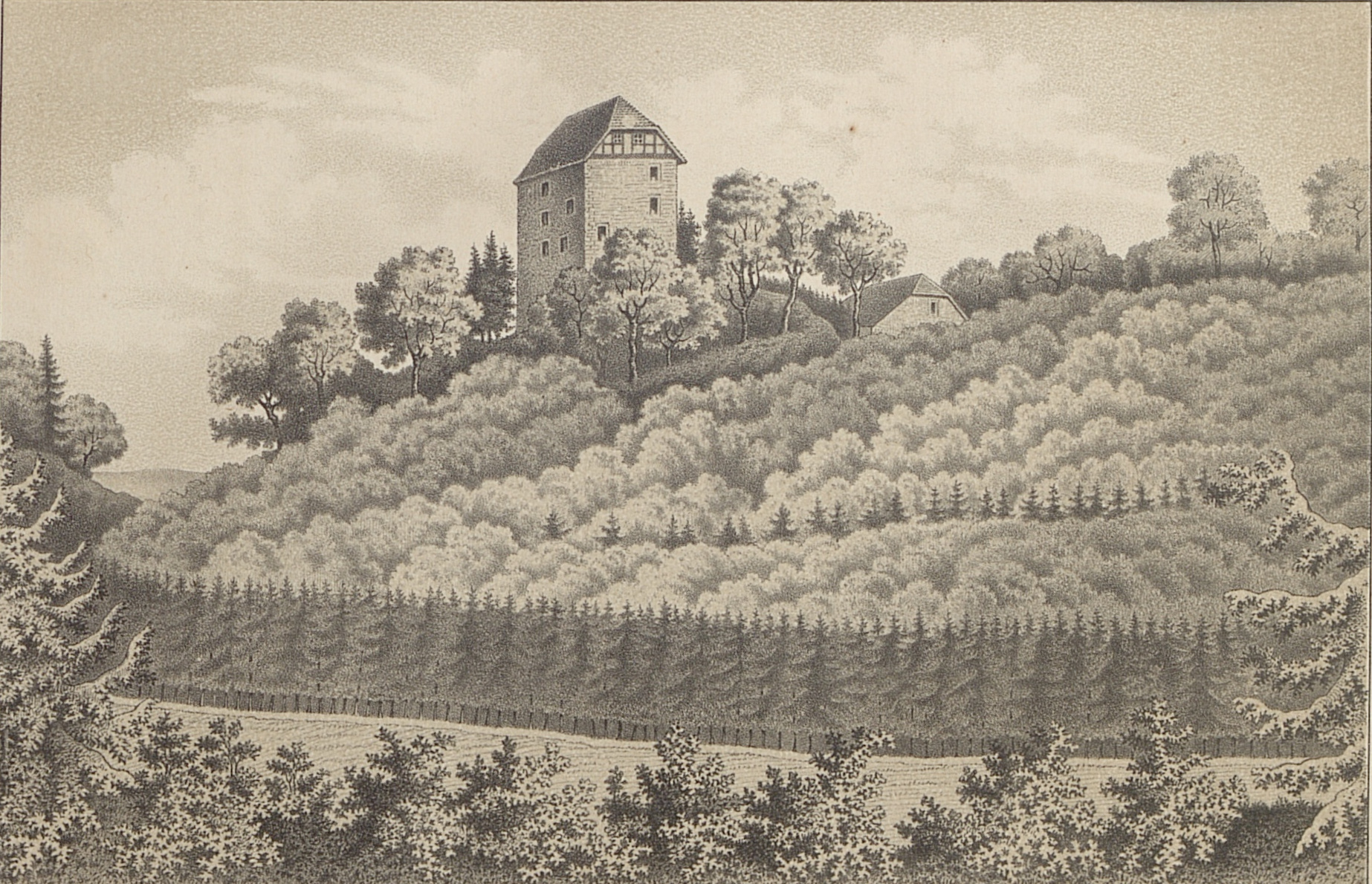
1870年頃のオルデンブルク城

#### ミュンスターブロック
ミュンスターブロックは、廃村になった Katshern、後の Ketsen および Asserinchusen 村から16世紀に成立した。これらの古い村はすでにマリーエンミュンスター修道院の所領存在地であった。協定の結果、ミュンスターブロックの農民たちは1554年から賦役の半分をオルデンブルクで、残り半分を修道院で務めることになった。1527年頃に Ketsen とならんで ミュンスターブロック (Münsterbrock) の名前が初めて登場する。マリーエンミュンスター修道院長の史料には「1527年5月15日、殉教者ボニファティウスの日の前日 Kesten / Münsterbrock の最初の農民を受け容れた」と記されている。

#### パーペンヘーフェン
パーペンヘーフェンは、グローセンブレーデンやクライネンブレーデンと同様に、1600年頃にヴェンデン村から建設された。この集落はコルヴァイ修道院の統治下で980年頃に Wynithun として記録されている。マリエンミュンスター出身の修道士がこの地の十分の一税を獲得した。16世紀にこの地域は、グローセンブレーデン、クライネンブレーデン、パーペンヘーフェンの 3つの村に分割された。これらはいずれも現在マリーエンミュンスター市の市区となっている。農村ベーネケンベルクはパーペンヘーフェンに含まれる。この名前は1430年頃に初めて現れる。この村は、9世紀から10世紀にはすでにコルヴァイ修道院の所領であり、廃村となった Mechtestorpe や Mestorp から形成された。

#### フェールデン
フェールデンは、マリーエンミュンスターの中心集落である。最初の入植時期は詳しく判っていない。集落の名前は、Furth または Vurth（徒渉地）の概念に由来する。川を渡るための場所は低地ドイツ語で Vort または Vorde と呼ばれる。表記は時代とともに変化し、最終的に Vörden となった。14世紀初めのフェーデの時代にフェールデンは、マリーエンミュンスターの修道院長の要請によって、城塞、防衛壁、土塁、壕で護られることとなった。修道院長は1324年にこの城塞とフェールデンをパーダーボルン司教ベルンハルト5世に譲渡し、これによってパーダーボルンの教会の保護下に置かれた。1342年にフェールデンは都市権を獲得し、周辺集落から市壁による保護を求めて多くの住民が訪れた。
フェールデンは、何度も繰り返し、大火災に見舞われた: 1504年、1511年、1540年、1639年、1857年、1875年、1909年である。七年戦争では、1761年にブラウンシュヴァイク公フェルディナントがマリーエンミュンスターに司令部を置いた。戦場となったことや盗賊、掠奪による荒廃が続いた。これによりフェールデンは、この地域全域がそうであるように戦争で大きく損なわれた。
高台にあることから、フェールデンの水の供給は昔から問題を抱えていた。特に乾燥する夏や、頻発する火災時には消火水が問題となった。このために貯水槽が設けられた。水は、火によってくりぬかれたオークの木で造られた管を用いて、ホッゲの水源地域から市内に運ばれた。1913年に中央用水供給施設が設けられ、貯水槽はかつての重要性を失った。現在の貯水槽は1883年に造られ、約 80 m3 の貯蔵量がある。
1832年、腕木通信ベルリン - ケルン - コブレンツ線の通信所がフンガーベルクに設けられた。電磁通信の技術的進歩によりこの通信所は1849年に閉鎖され、その建物は礼拝堂に改築された。

### マリーエンミュンスターにおける戦争の終結
第二次世界大戦の終戦直前、1945年4月5日にアメリカ陸軍第83歩兵師団が西から本市に接近してきた。ブレーデンボルンにはドイツ空軍の一中隊が駐在しており、アメリカ軍からこの集落を防衛していた。市長のアーレーケと教区監督のニーハウスは、司令官コンラート・ペスラーが軍隊とともに退去し近くの森で砦を固めることに成功した。これに続く短い戦闘によって 3人のドイツ兵が死亡し、残り数人が戦争捕虜となった。アメリカ側の死傷者については、何の申告もなされていない。
フェールデンはドイツ軍の駆逐戦車によって防衛されていたが、2両のアメリカ軍戦車によって破壊された。その後でこの街は砲兵隊による射撃を受け、勇敢な住民たちが教会塔に白旗を掲げた。この時点でドイツ軍はもう本市にはおらず、アメリカ軍は戦闘のないまま本市を占領した。
コラーベックも4月5日にアメリカ軍に占領された。ランゲンカンプ地区は武装親衛隊によって防衛されていた。彼らはアメリカ軍を機関銃で迎え撃ち、夕方まで持ち場を保持した。この激しい戦闘では、幸いなことに住民に被害は出なかった。

### 市町村合併
1696年12月2日の「ヘクスター郡の新設に関する法律」により、1970年1月1日にそれまで独立した市町村であったブレーデンボルン、フェールデン、アルテンベルゲン、ボルン、ブレーマーベルク、アイルヴァーゼン、グローセンブレーデン、ホーエハウス、クライネンブレーデン、コラーベック（ランゲンカンプを含む）、レーヴェンドルフ（ザウマーを含む）、ミュンスターブロック（修道院とオルデンブルクを含む）、パーペンヘーフェン（ベーネケンベルクを含む）からマリーエンミュンスター市が成立した。上記の市町村が含まれていたアムト・フェールデンは廃止された。新しい自治体の名称が旧アムトの名称と一致しないのは、ブレーデンボルンが最大集落、フェールデンが市役所の所在地であったため、新しい自治体にはかつての修道院の名称から「マリーエンミュンスター」と名付けられた。

## 住民

### 宗教
かつてパーダーボルン司教領に属していたことから、マリーエンミュンスターの住民は伝統的にカトリックが多数を占める。7つの教会を有する 5つのカトリック教区は、パーダーボルン大司教区ヘクスター首席司祭区のマリーエンミュンスター司牧連合に組織されている。
福音主義の信者は、マリーエンミュンスター＝ニーハイム教会組織に属している。この組織はマリーエンミュンスター礼拝堂を管理しており、ヴェストファーレン福音主義教会パーダーボルン教会クライスの一つである。
現在の宗教分布を知る手がかりの一つが、マリーエンミュンスターの学生に対する所属宗教団体の調査である。この調査によれば、2006年/2007年の学期では学生の 20.7 % が福音主義、66.7 % がカトリック、0.2 % がイスラム教に所属した。5.1 % がその他の宗教団体に所属し、無宗教は 7.3 % であった。

### 人口推移
以下の表は、各時点の市域におけるマリーエンミュンスター市の人口を示している。1970年までは人口調査の結果であり、1975年からは州統計局の調査結果である。1975年、1980年、1985年の数値は推定値、1990年以降の数値は1987年の人口調査結果に基づく推計値である。
| 時点（年） | 人口（人） |
| ---------- | ---------- |
| 19501,2    | 5,407      |
| 19611,2    | 4,503      |
| 19691,2    | 4,829      |
| 19701      | 4,720      |
| 1974       | 5,014      |
| 1975       | 4,994      |
| 1980       | 4,987      |

| 時期（年） | 人口（人） |
| ---------- | ---------- |
| 1985       | 5,004      |
| 19871      | 4,908      |
| 1990       | 5,145      |
| 1995       | 5,233      |
| 2000       | 5,505      |
| 2005       | 5,516      |
| 2007       | 5,523      |

| 時期（年） | 人口（人） |
| ---------- | ---------- |
| 2008       | 5,431      |
| 2011       | 5,263      |
| 2012       | 5,230      |

1 人口調査結果

2 1970年1月1日に合併してマリーエンミュンスター市となったアムト・フェールデンの市町村人口の合計

## 行政

### 市議会
マリーエンミュンスター市の市議会は、22議席からなる。

### 市長
マリーエンミュンスターの市長は無所属のヨーゼフ・ズールマンである。彼は2020年9月27日の市長選挙決選投票で 55.55 % の支持票を獲得して選出された。
ズールマンの前任の市長は、無所属のローベルト・クロッケであった。彼は2009年8月30日の選挙で 52.6 % の票を獲得した。クロッケの前任者であるウルリヒ・ユング (CDU) は2009年の選挙には出馬しなかった。

### 紋章、旗、幟
マリーエンミュンスター市は、1973年7月25日のデトモルト行政管区長官の文書によって、紋章、旗、幟を使用する権利が認められた。（マリーエンミュンスター市基本条例 § 2）
紋章の図柄: 銀地（白地）に 3本の黒い屋根の塔を持つ赤い教会。中央の塔はバロック様式のボンネット型屋根を戴いている。両側の塔の間の黒い切妻屋根の下には 8つの突起がある金色（黄色）の星が描かれている。
紋章には、1970年1月1日に創設された市の名前の由来となったマリーエンミュンスター修道院教会が様式化されて描かれている。この教会は、市、住民と教会を統一する要素である。
旗の図柄: 長辺と平行に赤地と白地に二分割。中央、旗竿寄りに市の紋章が描かれている。
幟の図柄: 長辺と平行に赤地と白地に二分割。上部三分の一の位置に市の紋章が描かれている。

### 姉妹都市
- シェーネヴァルデ（ドイツ語版、英語版）（ドイツ、ブランデンブルク州）1991年

初めは自治体の後援で交流がなされていたが、次第にクラブ・団体、とりわけ自衛消防団の交流が盛んになった。
マリーエンミュンスターはさらに新ハンザ同盟の一員である。

## 文化と見所

### 演劇
マリーエンミュンスターには劇場がない。アルテンベルゲン地区とブレーデンボルン地区では、不定期にアマチュア劇団が公演を行っている。

### 博物館
マリーエンミュンスターには博物館はないが、展望・展示塔がある。これはベルリンからコブレンツまでを結んだ腕木通信の第30通信所を記念したものである。

### 音楽
マリーエンミュンスターには、6つの合唱団、1つの音楽隊、1つの総合的な音楽クラブがある。

### 建築

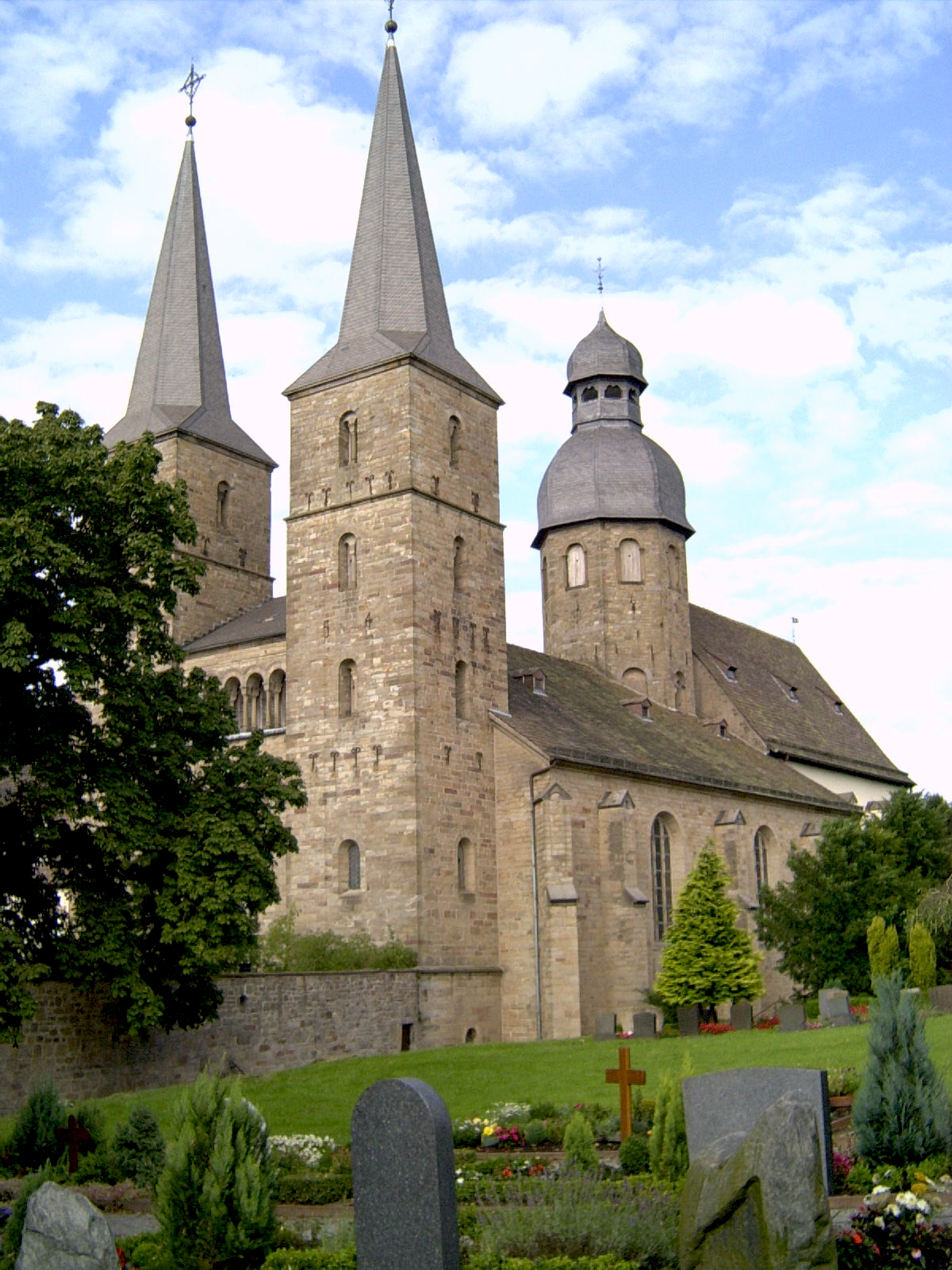
聖ヤーコブスおよびクリストフォルス教区教会

最も有名な建築物は、聖ヤーコブスおよびクリストフォルス教区教会を含む旧ベネディクト会マリーエンミュンスター修道院である。この修道院は1128年に創設され、1803年に解散した。ロマネスク様式の建物は1150年に建設され、17世紀に大規模な改築を受けた。バシリカの長堂は内部にホールを内包しており、クロッシング部分に塔がある。東に内陣があり、後に聖具室が造られた。教会内にはヨハン・パトロクルス・メラーのオルガンがある。修道院教会の西にはグロッテ「ハイリゲン・ホフヌング」があり、現在は巡礼地となっている。
オルデンブルクはシュヴァーレンベルク家の主城である。土塁と堀を持つこの防衛施設は、おそらく1100年頃に設けられた。その中央は堂々とした住居塔で、14世紀後半に建設され、1687年に建て直された。これと似た住居塔はベヴェルゲンやリヒテナウにある。改築の時期に、城の前にバロック様式の執務棟が建設されたが、現在は廃墟となっている。
フェールデン城は城館庭園を持つバロック様式の領主館である。14留の「十字架の道行き」の一部であるフンガーベルク礼拝堂も遺されている。アルテンベルゲンの風車は1959年まで同名の集落へ水を供給するのに用いられていた。この風車は集落の東にある。

### 公園
マリーエンミュンスター修道院の庭園施設は教会の所有であり、司祭の庭と執務の庭までが一般公開されている。元々はバロック式庭園であり、一時期は実用園とされたこともあったが、現在ではその痕跡はほとんど判らない。教会の庭は、現在、墓地として利用されている。修道院墓地は旧実用園と同様に、手入れの簡単な緑地に改造されている。高い壁で囲まれた司祭の庭は、かつてはバロック様式の遊歩庭園であったが、現在もその地割りが識別でき、一部が公園や牧草地として利用されている。旧庭園施設の他の部分には建物が建てられている。
フェールデン城館庭園は、広さ約 3 ha で一般に立ち入ることができる。この公園の成立・発展の歴史に関してはほとんど分かっていない。急な城の斜面は二重の防御壁でテラスが造られている。この防御壁の間に広い草地のテラスが設けられており、毎年集落の射撃祭に利用されている。公園内の数本の古木が、この風景庭園のかつての見事さを伝えている。第二次世界大戦後この公園の数カ所で植林がなされ、木材生産に利用された。1960年代になると公園は次第に家畜の放牧場として利用されるようになった。

### 自然文化財と自然保護区
本市内の特筆すべき自然文化財は、グローセンブレーデンの東に位置する旧マーゲルクーレ、その東にあるコルク池、フェールデン北フンガーベルクの麓に位置するギプスコイパー前期の露頭、ブレーデンボルンのバンゲルングラーベにあるカルスト水源がある。さらに多くの樹木が自然文化財に指定されている。
マリーエンミュンスターは、ニーハイムやシュタインハイムとともに、363.8 ha の広さを持つエンマー川上流域およびベーバーバッハ流域自然保護区の一部を有している。

### スポーツ
マリーエンミュンスターには、5つの総合スポーツクラブと1つの乗馬クラブがある。これらのクラブは、市内の7つの運動場や3つの体育館を利用して活動している。ブレーデンボルン、コラーベック、フェールデンでは、テニスクラブが競技施設を運営している。フェールデンには、18コースのミニゴルフ場がある。

## 経済と社会資本

### 交通
連邦道 B239号線は、シュタインハイムからヘクスター方面に、西から東に市域を貫いている。
市内には駅も鉄道もない。最寄りの近郊鉄道駅は、約 12 km 離れたシュタインハイム、それぞれ約 16 km 離れたブラーケルあるいはヘクスターにある。最寄りの長距離鉄道駅は、25 km 離れたアルテンベーケンにある。
マリーエンミュンスターは、パーダーボルン＝ヘクスター近郊交通連盟（「ホーホシュティフト運賃」）の管轄地域に属す。バスは、ブラーケル、ニーハイム、シュタインハイム、ヘクスター行きが定期的に運行している。
パーダーボルン/リップシュタット空港は、南西に約 66 km 離れた場所にある。
全長約 500 km の自転車道ウェルネス＝ラートルート・トイトブルガー・ヴァルトがマリーエンミュンスター市内を通っている。

### メディア
日刊紙では、ノイエ・ヴェストフェリシェとヴェストファーレン＝ブラットが、週に6日、ローカルニュースを掲載して刊行されている。両紙のローカル面以外の紙面は、ビーレフェルトのそれぞれの中央編集局で制作される。また、パーダーボルン司教本部は、パーダーボルン郡およびヘクスター郡向けに、地方史、文学、芸術に関する寄稿文を含む「ディー・ヴァルテ」を年に4回発行している。
マリーエンミュンスターは、西部ドイツ放送 (WDR) のビーレフェルト地方スタジオの放送エリアに属している。また1991年からは、ラジオ・ホーホシュティフトが放送を行っている。このラジオ局は、この地域のニュースを重点的に採り上げており、広域放送（たとえば WDR）に比べ高い聴取率を得ている。

### 公共機関
オープンな青少年活動のために、フェールデンのカトリック教会とブレーデンボルンのコルピング職人組合は青少年ホームを運営している。
マリーエンミュンスターの自衛消防団は、10の消火隊あわせて 296人の団員がおり、このうち207人が実働可能である（2014年現在）。
フェールデンには、学習用水泳プールやジャグジー、サウナを備えた屋内レジャープール施設がある。

### 教育
マリーエンミュンスターには、カトリック教会が運営するブレーデンボルンとフェールデンの基礎課程学校と、フェールデンの市立本課程学校がある。コラーベック基礎課程学校は2009年の夏に閉校になった。実科学校、ギムナジウム、養護学校で学ぶ生徒はバスで、近隣のバート・ドリーブルク、ヘクスター、シュタインハイム、ブラーケルの学校に通う。
この他に、マリーエンミュンスター市はヘクスター市と共同でヘクスター＝マリーエンミュンスター市民大学を運営している。さらにマリーエンミュンスターには市立幼稚園 2園と、教会が運営する幼稚園が 1園ある。
マリーエンミュンスター音楽学校は1977年から存在しており、市が運営している。この学校は、音楽の早期教育や様々な楽器の指導を行っている。

### 地元企業
マリーエンミュンスターは、中規模な経済構造からなっており、大企業は市内にはない。数値上、重要な産業部門は、加工業である。市内の1000人弱の被雇用者のうち約 39 % 強がこの産業分野に従事している。本市の人口に対する被雇用者の比は約 18.2 % である。社会保険支払い義務のある被雇用者の多くは市外への通勤者である。
粘土の人形を製造するリネオール社は、この街の企業の一つである。

## 人物

### ゆかりの人物
- ギュンター1世・フォン・シュヴァーレンベルク（? - 1310?）マグデブルク大司教（1277年 - 1278年）、パーダーボルン司教（1307年 - 1310年）。マリーエンミュンスター修道院の創設者。
- レアンダー・ヴァン・エス（1772年 - 1847年）カトリック神学者。一時期マリーエンミュンスター修道院の修道士であった。

## 関連図書
- Arbeitskreis Stadtgeschichte Marienmünster (Ewald Grothe, Franz Meyer, Britta Padberg, Thomas Stratmann): Verfolgt - vergast - vergessen. Zur Geschichte der Juden in den Ortschaften der Stadt Marienmünster. Verlag für Regionalgeschichte, Bielefeld 1990.
- Wilhelm Hagemann: Vörden: Geschichte einer Ackerbürgerstadt im östlichen Westfalen (= Studien und Quellen zur Westfälischen Geschichte. 61). Bonifatius, Paderborn 2008, ISBN 978-3-89710-424-2.
- Ewald Grothe: Bredenborn im Kreis Höxter. Aus der Geschichte eines westfälischen Dorfes. In: Die Warte. Heimatzeitschrift für die Kreise Paderborn und Höxter. 55, 1987 (pp. 10–12).
- Ewald Grothe: Kriegswirren und Stadtausbau. Bredenborns Entwicklung Spiegel westfälischer Ortsgeschichte. In: Die Warte. Heimatzeitschrift für die Kreise Paderborn und Höxter. 57, 1988 (p. 29).
- Anton Keck: Entstehung und Entwicklung der Gemeinde Bredenborn. Aus dem Nachlass des stud. Hermes und den Bredenborner Akten zusammengestellt. In: Heimatborn. 1923 (pp. 39–43, 46 - ).
- Diether Pöppel: Stadt und Pfarrei Bredenborn. In: Jahrbuch Kreis Höxter. 3, 1995 (pp. 187–196.).
- Josef Werpup: Geschichte der Ortsteile der Stadt Marienmünster mit einem geschichtlichen Abriss der Abtei Marienmünster. Dresden 2014.